# Hofanlage Bentwisch 71
Die Hofanlage Bentwisch 71 in der niedersächsischen Samtgemeinde Land Hadeln, Gemeinde Oberndorf, im Landkreis Cuxhaven, stammt vom Anfang des 19. Jahrhunderts. Aktuell (2024) wird sie als Wohnhaus und wohl gewerblich genutzt.
Die Gebäude stehen unter Denkmalschutz (siehe auch Liste der Baudenkmale in Oberndorf (Oste)).

## Geschichte und Beschreibung
Oberndorf an der Oste wurde 1316 erstmals urkundlich erwähnt. Der Ortsteil Bentwisch direkt am rechten, östlichen Ufer der Oste ist eine Deichreihensiedlung mit streifenförmigen Parzellen für die Siedler in den Marschen.
Die Hofanlage besteht aus:
- dem eingeschossigen giebelständigen Wohn- und Wirtschaftsgebäude von um 1800 als Zweiständer-Hallenhaus in Fachwerk mit Steinausfachungen, mit reetgedecktem Satteldach und am Wirtschaftsgiebel abgewalmt mit Uhlenloch und der Grooten Door mit Trapezabschluss, an den Hauptständern treten die Rähmköpfe deutlich hervor, mit eingezogenem Wohnteil als Massivbau, Giebel in Fachwerk und im oberen Giebeldreieck regionaltypisch senkrecht verbrettert,[2]
- dem eingeschossigen Wohnhaus von um 1800 in Fachwerk mit Steinausfachung, reetgedecktem Satteldach, mit westlichem Quertrakt mit weitem Dachüberstand nach Westen, nach Süden vorspringend und mit zwei Fach langem und ein Fach tiefem Abortbau.[3]

Das Landesdenkmalamt befand u. a.: „… beispielhaften Ausprägung einer gewachsenen Hofanlage des 18. und 19. Jahrhunderts …“